# Бомонтел
Бомонтел (фр. Beaumontel) насеље је и општина у северној Француској у региону Горња Нормандија, у департману Ер која припада префектури Берне.
По подацима из 2011. године у општини је живело 701 становника, а густина насељености је износила 60,28 становника/km². Општина се простире на површини од 11,63 km². Налази се на средњој надморској висини од 90 метара (максималној 160 m, а минималној 79 m).

## Демографија
| 1962. | 1968. | 1975. | 1982. | 1990. | 1999. | 2011. |
| ----- | ----- | ----- | ----- | ----- | ----- | ----- |
| 516   | 533   | 617   | 763   | 745   | 715   | 701   |

График промене броја становника у току последњих година